# 妹が僕を狙ってる
『妹が僕を狙ってる』（いもうとがぼくをねらってる）は2012年4月27日にALL-TiMEより発売された18禁恋愛アドベンチャーゲームである。

## ストーリー
（出典：）
主人公・悠木圭太は悠木家で三人の妹たちを支えている。しかし彼には悩みがある。妹たちが年齢を重ねるに連れ美しくなっており、彼女たちに恋心を抱いてしまったのだ。実妹との恋愛は倫理的に許されない。けれども圭太は恋心を抑えることができず、深夜に熟睡している妹達の寝顔を見ては自慰をする日々を過ごしていた。
そんなある日、父親が突如再婚を宣言し、優しい少女・沙織が義理の姉となる。妹たちは沙織に心を許し、圭太を異性として愛していると打ち明ける。しかしそれは近親相姦という禁忌の始まりだった。

## 登場人物
悠木 圭太（ゆうき けいた）
本作の主人公。数年前に母親が亡くなり、仕事で忙しい父親に代わり、悠木家の家事全般を引き受けている。妹に性的興奮を覚える変態な兄である。
悠木 絵里菜（ゆうき えりな）
声 - サトウユキ
悠木家の長女で圭太の妹。幼いころは圭太と仲がよかったが、成長するにしたがい会話が減っていった。圭太に対して冷たい態度を取るが、実は彼を好いているクーデレ。
悠木 智花（ゆうき ともこ）
声 - 沢代りず
悠木家の次女で圭太の妹。明るく人当たりのよい性格なため、周囲の人間に好かれている。スポーツが得意である。
悠木 ゆず（ゆうき ゆず）
声 - ヒマリ
悠木家の三女で圭太の妹。甘えたがりな性格であり、姉よりも圭太を慕っている。失禁癖があるため、替えのパンツを欠かさずに持ち運んでいる。
悠木 沙織（ゆうき さおり）
声 - 南里一花
圭太の義姉。温和な性格であり、家事に長けている。圭太を盲愛しており、妹たちともすぐに打ち解ける。しかし本当の性格は、他人が泣く姿に興奮を覚えるというサディストである。
須藤 美緒（すどう みお）
声 - 水霧けいと
圭太の幼なじみ。圭太のことを慕っている。生真面目な性格で、圭太の世話を焼くのが好き。

## Webラジオ
「妹が僕を狙ってる Webラジオ」、パーソナリティは水霧けいと。